# Războieni (Neamț)
Războieni es una comuna ubicada en el distrito de Neamț, Rumania.

## Superficie
Posee una superficie de 35,87 kilómetros cuadrados.

## Demografía
Hasta 2021 la población era de 1879 habitantes, con una densidad de población de 52,38 habitantes por kilómetro cuadrado.